# Ernesto Cervantes
Ernesto Cervantes, auch bekannt unter dem Spitznamen Chuiquilín, ist ein ehemaliger mexikanischer Fußballspieler auf der Position eines Verteidigers.

## Laufbahn
Cervantes gehörte 1971 zur ersten Mannschaft des neu formierten Atlético Español Fútbol Club.
Von 1975 bis 1979 stand Cervantes bei den UNAM Pumas unter Vertrag und war Teil jener Mannschaft, der mit den Pumas in der Saison 1976/77 den ersten Meistertitel der Vereinsgeschichte gewann.

## Erfolge
- Mexikanischer Meister: 1976/77